# Liste der Träger des Goldenen Ehrenzeichens für Verdienste um die Republik Österreich seit 1952
In dieser nicht vollständigen Liste sind Träger des Goldenen Ehrenzeichens für Verdienste um die Republik Österreich (1952) mit kurzen Angaben zur Person und, wenn bekannt, zum Anlass der Verleihung aufgeführt.
Bei den Berufs- bzw. Funktionsbezeichnungen ist der Einheitlichkeit halber immer der erlernte Beruf (falls relevant, sonst der zum Zeitpunkt der Verleihung ausgeübte Beruf) und nachstehend die Funktion, gereiht nach politischer Ebene, angegeben.
Eine – teils unvollständige – Liste findet sich in einer Anfragebeantwortung des österreichischen Bundeskanzlers vom 23. April 2012.

## Träger
| Name                                      | Beschreibung | Jahr der Verleihung |
| ----------------------------------------- | --- | ------------------- |
| Rosette Anday                             | ungarische Opernsängerin | 1955                |
| Karl Ulbrich                              | Leiter der Dienststelle Technisches Nivellement im Bundesamt für Eich- und Vermessungswesen | 1956                |
| Rudolf Sallinger                          | Obmann der Sektion Gewerbe der Wiener Handelskammer | 1956                |
| Esther Réthy                              | Opernsängerin | 1958                |
| Emmerich Arleth                           | Schauspieler und Sänger | 1960                |
| Hella Lendl                               | Politikerin und Landtagsabgeordnete | 1960                |
| Sanel Beer                                | Arzt und Schriftsteller | 1962                |
| Paul Hörbiger                             | Schauspieler | 1964                |
| Willibald Elmayer                         | Oberstleutnant a. D., Tanzschulbesitzer | 1965                |
| Fred Adlmüller                            | Modeschöpfer | 1969                |
| Hans Schmidinger                          | Politiker | 1969                |
| Wolfgang Sperner                          | Journalist und Buchautor | 1969                |
| Basilius Gasparin                         | Funktionär des Sozialdemokratischen Wirtschaftsverbandes | 1972                |
| Ladislaus Simacek                         | Sportler und Unternehmer | 1972                |
| Dora Jelinek                              | Gemeinderätin von Linz | 1973                |
| Walter Fremuth                            | Vizegouverneur der Österreichischen Postsparkasse | 1974                |
| Franz Quirchmayr-Katerl                   | Landwirt und Politiker | 1975                |
| Martin Flinker                            | Buchhändler in Wien und Paris | 1979                |
| Benedikt Posch                            | Journalist und Verleger | 1981                |
| Franz Cervinka                            | Unternehmer im Bereich Rohstoffgewinnung, Gründung der Hartsteinwerk Kitzbühel GesmbH | 1981                |
| Hans Roth                                 | Unternehmer | 1981                |
| Walter Neubauer                           | Mineraloge | 1982                |
| Hans Dobida                               | Präsident des Österreichischen Eishockeyverbandes | 1984                |
| Liselotte Popelka                         | Kunsthistorikerin | 1985                |
| Friedrich Scheiner                        | langjähriger Direktor des Bundesgymnasiums Horn | 1985                |
| Sigrid Reinitzer                          | Bibliothekarin; von 1989 bis 2006 Direktorin der Universitätsbibliothek Graz | 1986                |
| Max Edelbacher                            | Polizeihofrat, Leiter des Wiener Sicherheitsbüros, Autor | 1987                |
| Ljuba Manz-Lurje                          | Hotelunternehmerin | 1989                |
| Maria Hosp                                | Politikerin, Abg.z.NR | 1990                |
| Wolfgang Eisenmenger                      | deutscher Rechtsmediziner | 1991                |
| Franz Zodl                                | Koch, Schuldirektor | 1991                |
| Hans Schobel                              | Primar | 1992                |
| Raoul Schindler                           | Psychotherapeut | 1993                |
| Erwin Haslhofer                           | Gemeinderat von Linz | 1994                |
| Ferdinand Győrög                          | Professor am Francisco Josephinum in Weinzierl, Wieselburg | 1996                |
| Harry Merl                                | Psychoanalytiker, Arzt und Familientherapeut | 1997                |
| Josef Schirak                             | Unternehmer und Funktionär der Wirtschaftskammer | 1997                |
| Ivo Fischer                               | Gynäkologe, Honorarkonsul der Italienischen Republik | 1998                |
| Ferdinand Hampl                           | Oberst i. R. Regierungsrat | 1999                |
| Walter Hill                               | Prokurist der Österreichische Automobilfabrik ÖAF – Gräf & Stift AG in Wien | 1999                |
| Thomas Nader                              | Diplomat | 1999                |
| Alfred Gundacker                          | Komponist, Musiker und Pädagoge | 2000                |
| Martha Schmutzer                          | Regierungsrätin | 2000                |
| Hermann Moser                             | Jurist und Oberst des Intendanzdienstes | 2001                |
| Heimo-Uwe Medwed                          | Präsident der ESU-UFE, Schausteller | 2001                |
| Alfred Pritz                              | Psychoanalytiker und Gründungsrektor der Sigmund Freud Privatuniversität Wien | 2001                |
| Alois Sulzgruber                          | Oberst und Bataillonskommandant des Jägerbataillons 26 | 2001                |
| Günther Fleischmann                       | Amtsdirektor i. R., Militärkommando OÖ | 2001                |
| George Foreman                            | Schwergewichts-Boxweltmeister | 2002                |
| Hans-Peter Glanzer                        | Diplomat | 2002                |
| Leo Pallwein-Prettner                     | Präsident des Österreichischen Roten Kreuzes, Landesverband Oberösterreich | 2002                |
| Hubert Steiner                            | Historiker | 2002                |
| Herbert Eilmsteiner                       | Professor am Bundesgymnasium und Bundesrealgymnasium Wieselburg | 2003                |
| Franz Hasil                               | Fußballer | 2003                |
| Thomas Ortner                             | Journalist | 2003                |
| Hans Dieter Paulusch                      | Antiquariatsbuchhändler | 2003                |
| Werner Schlager                           | Tischtennis-Weltmeister und Sportler des Jahres 2003 | 2003                |
| Ernst Viehberger                          | Politiker | 2003                |
| Kate Allen                                | Triathlonsportlerin | 2004                |
| Ulrich Jordis                             | a.o. Universitätsprofessor | 2004                |
| Peter Wittmann                            | Generaldirektor i. R. | 2004                |
| Christian Planer                          | Schießsportler | 2004                |
| Markus Rogan                              | Schwimmsportler | 2004                |
| Etela Farkašová                           | slowakische Universitätsprofessorin, Schriftstellerin und Philosophin | 2004                |
| Josef Eberhardsteiner                     | Vorstand des Instituts für Mechanik der Werkstoffe und Strukturen und Leiter des Laboratoriums für Mikro- und Nanomechanik für biologische und biomimetische Werkstoffe an der Technischen Universität Wien | 2005                |
| Reinhold Mosser                           | Kommerzialrat | 2005                |
| Felix Netopilek                           | Buchdrucker, Sportfunktionär | 2005                |
| Dieter Held                               | Geschäftsführer STRABAG Oman | 2005                |
| Herbert Prohaska                          | Teamchef der österreichischen Fußballnationalmannschaft | 2005                |
| Olivera Miljakovic                        | Serbisch-österreichische Opernsängerin und Musikpädagogin | 2006                |
| Walter Demel                              | Sportler, Flagfootball-Weltmeister 2004 | 2005                |
| Rene Danner                               | Sportler, Flagfootball-Weltmeister 2004 | 2005                |
| Wolfgang Geyer                            | Sportler, Flagfootball-Weltmeister 2004 | 2005                |
| Andreas Haun                              | Sportler, Flagfootball-Weltmeister 2004 | 2005                |
| Daniel Kovacs                             | Sportler, Flagfootball-Weltmeister 2004 | 2005                |
| Günther Malleczek                         | Sportler, Flagfootball-Weltmeister 2004 | 2005                |
| Richard Mikula                            | Sportler, Flagfootball-Weltmeister 2004 | 2005                |
| Gregor Pachmann                           | Sportler, Flagfootball-Weltmeister 2004 | 2005                |
| Joachim Staudigl                          | Sportler, Flagfootball-Weltmeister 2004 | 2005                |
| Robert Stranzl                            | Sportler, Flagfootball-Weltmeister 2004 | 2005                |
| Wolfgang Vonasek                          | Sportler, Flagfootball-Weltmeister 2004 | 2005                |
| Stefan Weis                               | Sportler, Flagfootball-Weltmeister 2004 | 2005                |
| Ivan Zivko                                | Sportler, Flagfootball-Weltmeister 2004 | 2005                |
| Karl Schleinzer                           | Rechtsanwalt | 2005                |
| Brigitte Birnbaum                         | Rechtsanwältin | 2005                |
| Friederike Ermann                         | Förderer des Naturhistorischen Museums in Wien | 2006                |
| Oskar Ermann                              | Förderer des Naturhistorischen Museums in Wien | 2006                |
| Gerhard Jechlinger                        | | 2006                |
| Annemarie Kury                            | | 2006                |
| Katharina Peschko-Gruber                  | Politikerin | 2006                |
| Thaddaeus Ropac                           | Galerist | 2006                |
| Martin Salzer                             | Vorstand der Österreichischen Gesellschaft für medizinische Entwicklungszusammenarbeit | 2006                |
| Gregor Wolinek                            | | 2006                |
| Franz Zimmel                              | Zoll-Wirtschaftsraumleiter beim Zollamt Krems an der Donau | 2006                |
| Karl Heinrich Tinti                       | Montanist, Autor und Schauspieler | 2006                |
| Stefano Colombo                           | Vorstand für Finanzen (CFO) der Telekom Austria Aktiengesellschaft | 2007                |
| Peter Dimmel                              | Bildhauer, Leiter des Landesverbandes der Gehörlosenvereine in OÖ, Bildungszentrum der Gebärdensprachgemeinschaft Oberösterreich                                                                            | 2007                |
| Theodor Gumpelmayer                       | Präsident der Austrian Cooperative Research | 2007                |
| Franz Werner Hauberl                      | Vorsitzender des Vorstandes der ARWAG Holding AG | 2007                |
| Wolfgang Ivan                             | Direktor der PVA | 2007                |
| Michael Kuhn                              | Sportjournalist und Präsident von Sports Media Austria | 2007                |
| Felix Meissner                            | Leiter der Abteilung Bildungspolitik der Wirtschaftskammer Oberösterreich und Geschäftsführer der Wifi Oberösterreich GmbH                                                                                  | 2007                |
| Lorenz Möstl                              | Ehrenkanonikus | 2007                |
| Othmar Müller                             | Geschäftsführer der Müller Backwaren Vertrieb Gesellschaft m.b.H. und Müller & Gartner OHG in Groß-Enzersdorf                                                                                               | 2007                |
| Werner Nöstlinger                         | Regierungsrat | 2007                |
| Johann Pelz                               | Vorstandsdirektor der Wiener Lokalbahnen Aktiengesellschaft | 2007                |
| Armin Philipp                             | Gesellschafter der Beerenfrost Kühlhaus GmbH | 2007                |
| Hermann Rafetseder                        | Historiker und ehemaliger Mitarbeiter des Österreichischen Versöhnungsfonds | 2007                |
| Hans Reisetbauer                          | Ökonomierat und Landesjägermeister | 2007                |
| Franz Sattlecker                          | Geschäftsführer der Schloss Schönbrunn | 2007                |
| Sonja Jutta Sturm-Wedenig                 | Anwaltsrichterin bei der Obersten Berufungs- und Disziplinarkommission für Rechtsanwälte und Rechtsanwaltsanwärter                                                                                          | 2007                |
| Per Tegnér                                | Vorsitzender des ESA-Rates und Generaldirektor des Swedish National Space Board | 2007                |
| Reinhard Tögl                             | Mitglied des Ausschusses der Steiermärkischen Rechtsanwaltskammer | 2007                |
| Ida Triplat                               | Regierungsrätin | 2007                |
| Karl Wozapal                              | Geschäftsführender Gesellschafter der Textile Logistik GmbH | 2007                |
| Alexander Müllner                         | Applikationsleiter im Bundesministerium für Finanzen (Sektion V) | 2007                |
| Gregor Schlierenzauer                     | Skispringer | 2007                |
| Bengt Gustaf Jonshult                     | Musikexperte und Literaturwissenschaftler | 2008                |
| Mostafa Abdalla Aly                       | beigeordneten Chefredakteur der Zeitung Al-Ahram | 2008                |
| Johann Baumgartinger                      | kaufmännischen Direktor des Landeskrankenhauses Gmunden | 2008                |
| Sigi Bergmann                             | Sportjournalist | 2008                |
| Christine Borsodi                         | Amtsdirektorin und Regierungsrätin | 2008                |
| Leopold Breitfellner                      | Vorstandsdirektor der Wiener Neustädter Sparkasse | 2008                |
| Leopold Buchmayer                         | Generaldirektor-Stellvertreter der Raiffeisenlandesbank Burgenland | 2008                |
| Hans Chaloupka                            | Generalrevisor des Österreichischen Raiffeisenverbandes | 2008                |
| Gustav Chlestil                           | Präsident des Auslandsösterreicher-Weltbundes | 2008                |
| Brigitte Ciresa                           | Richterin des Landesgerichtes Feldkirch | 2008                |
| Jean-Philippe Delarue                     | österreichischer Honorarkonsul in Dschibuti | 2008                |
| Reinhard Dyk                              | Hofrat des Landes Oberösterreich | 2008                |
| Wolfgang Hager                            | Primarius | 2008                |
| Stephen Harnik                            | Vertrauensanwalt der Republik Österreich in New York | 2008                |
| Pipin Henzl                               | Geschäftsführender Gesellschafter der Agitas Steuerberater und Wirtschaftsprüfer GmbH | 2008                |
| Helga Hönig                               | Amtsdirektorin und Regierungsrätin | 2008                |
| Gery Keszler                              | Life-Ball-Organisator | 2008                |
| Adalbert H. Lhota                         | Vorsitzender der Geschäftsführung des Automobilclub von Deutschland e.V und österreichischer Honorarkonsul in Frankfurt am Main                                                                             | 2008                |
| Theobald Lummerstorfer                    | Bürgermeister von Pucking | 2008                |
| Wilfried Melichar                         | Oberstudienrat | 2008                |
| Karl Perner                               | Primarius | 2008                |
| Günther Rakuscha                          | Geschäftsführer der Österreichischen Gesellschaft für Landesverteidigung und Sicherheitspolitik | 2008                |
| Franz Schnabl                             | Präsident des Arbeiter-Samariter-Bundes | 2009                |
| Gerald Seitter                            | Honorarkonsul in Durban (Südafrika) | 2008                |
| Kurt Springer                             | Primarius | 2008                |
| Johannes Stadlwieser                      | Geschäftsführer der Österreichischen Gesellschaft für Landesverteidigung und Sicherheitspolitik in Tirol | 2008                |
| Matthias Steiner                          | deutscher Gewichtheber | 2008                |
| Wolfgang Vatter                           | Amtsdirektor und Regierungsrat, Vorsteher der Geschäftsstelle Landesgericht Wiener Neustadt | 2008                |
| Friedrich Wacha                           | Regierungsrat | 2008                |
| Barbara Weitgruber                        | Ministerialrätin | 2008                |
| Franz Weintögl                            | GKB-Generaldirektor ab 1998 | 2008                |
| Rudolf Winkler                            | Psychologe und Hochschullehrer | 2008                |
| Erwin Zankel                              | Chefredakteur der Kleinen Zeitung | 2008                |
| Dora Buttinger                            | ehemalige Geschäftsführerin der Volkshilfe Salzkammergut | 2009                |
| Maria Jonas                               | österreichische Frauenrechtlerin | 2009                |
| Gabriel Géni                              | Vertrauensanwalt der Österreichischen Botschaft in Dakar | 2010                |
| Pravit Arkarachinores                     | Honorarkonsul in Chiang Mai (Thailand) | 2010                |
| Günther Beck                              | Geschäftsführer der Unternehmensgruppe Beck | 2010                |
| Otmar Bauer                               | Bezirksfeuerwehrkommandant von Gmünd | 2010                |
| Bertrand de Billy                         | Dirigent | 2010                |
| Burkhard Werner René Ernst                | Vorsitzender des Vorstandes der Rainer Kraftfahrzeughandels AG | 2010                |
| Günter Gruber                             | Leiter der Abteilung für Gebäude und Technik an der Universität für Musik und darstellende Kunst Wien | 2010                |
| Gernot Hain                               | Rechtsanwalt | 2010                |
| Traude Kossatz                            | Gründerin und künstlerische Direktorin des Figurentheaters LILARUM | 2010                |
| Viktor Seitschek                          | Geschäftsführer der ÖQS Zertifizierungs- & Begutachtungs-GmbH | 2010                |
| Irmgard Sessing                           | Generalsekretärin der Vereinigung der Frauenorden Österreichs | 2010                |
| Paul Sevelda                              | Gynäkologe und Hochschullehrer, Präsident der Österreichischen Krebshilfe | 2010                |
| Eva Wagner                                | Rechtsanwältin | 2010                |
| Andreas Wippel                            | Disziplinarrat der Rechtsanwaltskammer | 2010                |
| Herbert Fischerauer                       | Kunstmanager, Sänger und Moderator | 2011                |
| Anna Hackl                                | Altbäuerin | 2011                |
| Gerlinde Kaltenbrunner                    | Höhenbergsteigerin und erste Person aus Österreich auf allen 14 Achttausendern | 2011                |
| Thomas Kloibhofer                         | Gründer und Vorstandsvorsitzender der internationalen CCC AG | 2011                |
| Klaus Reinhofer                           | Honorarkonsul a. D. in Almaty, Kasachstan | 2011                |
| Angelica Schütz                           | Schauspielerin und Regisseurin | 2011                |
| Engelbert Flotzinger                      | Vorsteher des Bezirksgerichtes Thalgau | 2012                |
| Stefan Tuschel                            | Sportler, Flagfootball-Weltmeister 2012 | 2013                |
| Johann Günther                            | Medienwissenschaftler | 2013                |
| Helmut Hartmann                           | langjähriger Leiter der Zentralen Koordinationsstelle der Kooperation E-Medien Österreich | 2013                |
| Rudolf Hinterleitner                      | Journalist und Herausgeber | 2013                |
| Stefan Sagmeister                         | Grafikdesigner und Typograf | 2013                |
| Nader Amin Salehi                         | deutscher Diplomat | 2013                |
| Wolfgang Fritz                            | Professor für Raumakustik | 2014                |
| Herbert Hug                               | Direktor der Höheren Technischen Bundes-Lehr- und Versuchsanstalt Dornbirn | 2014                |
| Barbara Klein                             | Theaterintendantin | 2014                |
| Otto Retzer                               | Schauspieler und Regisseur | 2014                |
| Michael Kropiunig                         | Vizepräsident der Steiermärkischen Rechtsanwaltskammer | 2014                |
| Markus Schuster                           | eingetragener Rechtsanwalt seit 1987; 1996–2022 ehrenamtlich im Disziplinarrat, ab 2009 Vizepräsident im Disziplinarrat                                                                                     | 2014                |
| Günter Peter                              | Kaufmännischer Direktor des KH Scheibbs und Konsulent für das Österreichische Kinderspital in Gyumri (Armenien)                                                                                             |                     |
| Irene Schütz                              | Galeristin und Kunst- und Kulturvermittlerin | 2015                |
| Herbert Lackner                           | Journalist | 2015                |
| Christian Rainer                          | Journalist | 2015                |
| Chris Lohner                              | Schauspielerin, Moderatorin und Autorin | 2015                |
| Norman Weichselbaum                       | Autor | 2015                |
| Erwin Kiennast                            | Komponist | 2015                |
| Adelheid Kastner                          | Ärztin und forensische Psychiaterin | 2015                |
| Hannes Füreder                            | Rechtsanwalt | 2015                |
| Wolfgang Völkl                            | Rechtsanwalt | 2015                |
| Erwin Wlanka                              | Rechtsanwalt | 2015                |
| Aurelia Giller                            | Gründerin des HKD | 2016                |
| Helmut Graupner                           | LGBTI-Bürgerrechtsanwalt | 2016                |
| Elfriede Hammerl                          | Journalistin und Schriftstellerin | 2016                |
| Dietmar Kanatschnig                       | Gründer und Direktor des Österreichischen Instituts für Nachhaltige Entwicklung | 2016                |
| Christian Pelzl                           | Fachverbandsobmann der Ingenieurbüros | 2016                |
| Wolfgang Winheim                          | Sportjournalist | 2016                |
| Sigrid Zöchling                           | Leiterin des Schülerzentrums Eybnerstraße in St. Pölten | 2016                |
| Wolfgang Hahnkamper                       | Rechtsanwalt | 2016                |
| Klaus Eberhartinger                       | Sänger, Moderator, Entertainer und Schauspieler | 2017                |
| Walter Lattenmayer                        | Rechtsanwalt | 2017                |
| Marika Lichter                            | Sängerin, Schauspielerin und Musikmanagerin | 2017                |
| Helmut Sacher                             | Direktor-Stellvertreter der PVA | 2017                |
| Michael Franz Sauerzopf                   | Rechtsanwalt und Funktionär der Burgenländischen Rechtsanwaltskammer | 2017                |
| Erwin Schrott                             | Opernsänger | 2017                |
| Desirée Treichl-Stürgkh                   | Journalistin und Verlegerin | 2017                |
| Walter Ulreich                            | Kraftwerksdesigner, Fahrradhistoriker | 2017                |
| Tina Unterberger                          | Sportwissenschafterin und Naturbahnrodlerin | 2017                |
| Přemysl Janýr                             | Vorsitzender des Vereins Österreichisch-Tschechisches Dialogforum | 2017                |
| Hubert Steiner                            | Historiker und Archivar | 2017                |
| Herbert Gartner                           | Rechtsanwalt | 2017                |
| Maximilian Eiselsberg                     | Rechtsanwalt | 2017                |
| Edith Hlawati                             | Rechtsanwältin | 2017                |
| Michael Enzinger                          | Rechtsanwalt | 2017                |
| Rudolf Riedl                              | Rechtsanwalt | 2017                |
| Josef Grubner                             | Erziehungswissenschafter | 2018                |
| Johann Wiedlack                           | Direktor der HTL St. Pölten | 2018                |
| Alexander Robé                            | Qualitätsplaner | 2018                |
| Hortensia Fussy                           | Bildhauerin | 2018                |
| Hellwig Troggler                          | Rechtsanwalt | 2018                |
| Andreas Theiss                            | Rechtsanwalt | 2018                |
| Lukas Perman                              | Musicaldarsteller | 2019                |
| Marjan Shaki                              | Musicaldarstellerin | 2019                |
| Peter Kleinmann                           | Volleyball-Manager und -Spieler | 2019                |
| Alois Koch                                | Bluesmusiker, Pianist, Gitarrist und Komponist | 2020                |
| Eric Heinke                               | Rechtsanwalt | 2020                |
| Stefanie Grüssl                           | österreichische Künstlerin, Fotografin und Ministerialrätin | 2021                |
| Michael Musalek                           | Psychiater und Psychotherapeut | 2021                |
| Michael Garschall                         | Intendant, Regisseur und Kulturmanager | 2021                |
| Stefan Lehner                             | Rechtsanwalt | 2021                |
| Jochen Brockmann                          | deutscher Schauspieler |                     |
| Ernst von Dombrowski                      | österreichischer Künstler |                     |
| Alfred Gerstl                             | Politiker |                     |
| Stephanie Graf                            | Leichtathletin |                     |
| Karl Halbmayr                             | ÖBB-Bediensteter |                     |
| Werner König                              | ÖBB-Bediensteter |                     |
| Leopold Köppl                             | Regierungsrat |                     |
| Erika Kubarth                             | ÖBB-Bediensteter |                     |
| Eva Petrik                                | Pädagogin und Politikerin |                     |
| Gerhard Ortner                            | Bankmanager |                     |
| Burgl Helbich-Poschacher                  | Gründerin und Präsidentin des AIDS-Dienst-Malteser |                     |
| Sandra Cejpek                             | Rechtsanwältin und Diszipinarrätin der Rechtsanwaltskammer Niederösterreich | 2021                |
| Berndt Lindmayer                          | Ehrenkapellmeister des Musikverein Hirtenberg | 2021                |
| Hartmut Inselsbacher                      | Pädagoge | 2021                |
| Stefan Lehner                             | Rechtsanwalt in Wien | 2021                |
| Walter Schiller                           | Amtsdirektor und Regierungsrat im Bundeskriminalamt | 2021                |
| Katharina Regner                          | Rechtsanwältin | 2021                |
| Andreas Nödl                              | Rechtsanwalt | 2021                |
| Robert Eiter                              | Antifaschist, Mitbegründer der Welser Initiative gegen Faschismus | 2022                |
| Ewald Pfleger                             | Gitarrist, Mitglied der Band Opus | 2022                |
| Herwig Tremschnig (Künstlername Rüdisser) | Sänger, Mitglied der Band Opus | 2022                |
| Günter Grasmuck                           | Schlagzeuger, Mitglied der Band Opus | 2022                |
| Kurt René Plisnier                        | Keyboarder, Mitglied der Band Opus | 2022                |
| Peter Cornelius                           | Liedermacher (Singer/Songwriter) und Gitarrist | 2022                |
| Stefanie Werger                           | Musikerin, Autorin und Kabarettistin | 2022                |
| Georg Brandstetter                        | Rechtsanwalt | 2022                |
| Ernst Schillhammer                        | Rechtsanwalt | 2022                |
| Michael Meyenburg                         | Rechtsanwalt | 2022                |
| Karim El-Gawhary                          | Journalist | 2023                |
| Markus Stephan Bugnyár                    | Rektor des Österreichischen Hospizes zur Heiligen Familie in Jerusalem | 2023                |
| Christian Wehrschütz                      | Journalist | 2023                |
| David Steindl-Rast OSB                    | Mönch der Abtei Mount Saviour/USA, spiritueller Lehrer im interreligiösen Dialog | 2023                |
| Johannes Pausch OSB                       | Gründermönch und früherer Prior des Europaklosters Gut Aich | 2023                |
| Leona König                               | Initiatorin der Goldenen Note und Gründerin des Vereins IMF | 2023                |
| Houchang Allahyari                        | Psychiater und Filmemacher | 2023                |
| Andreas Ermacora                          | Präsident des Österreichischen Alpenvereins | 2023                |
| Franz Posch                               | Volksmusiker und ORF-Moderator | 2024                |
| Franz Hrastnig                            | langjähriger Chorleiter und nunmehriger Ehrenchorleiter des MGV Scholle | 2024                |
| Gerda Grabner                             | Amtsdirektorin und Regierungsrätin | 2024                |
| Heimo Luxbacher                           | Bildender Künstler | 2024                |
| Marcus Strahl                             | Schauspieler, Theaterregisseur und Intendant | 2024                |
| Gerhard Seidl                             | Steuerberater, Wirtschaftsprüfer | 2024                |
| Barbara Glück                             | Leiterin der KZ-Gedenkstätte Mauthausen | 2025                |
| Johann Schranzer                          | Polizeioffizier | 2025                |
| Joschi Schneeberger                       | Musiker und Komponist | 2025                |